# Dicranomyia baileyana
Dicranomyia baileyana är en tvåvingeart som först beskrevs av Alexander 1963.  Dicranomyia baileyana ingår i släktet Dicranomyia och familjen småharkrankar. Inga underarter finns listade i Catalogue of Life.